# Artannes-sur-Thouet
Artannes-sur-Thouet là một xã thuộc tỉnh Maine-et-Loire trong vùng Pays de la Loire tây nước Pháp. Xã này nằm ở khu vực có độ cao trung bình 40 mét trên mực nước biển.